# In Marcia
In Marcia è la storica rivista, autogestita da macchinisti ferroviari, fondata nel 1908 da Augusto Castrucci. Fin dalle sue origini, la rivista è incentrata su argomenti sia di natura tecnica che politico-sindacale. Ancora oggi viene regolarmente pubblicata in formato cartaceo come "ancora In Marcia!" e mantiene le caratteristiche di uno strumento di divulgazione interna alla categoria dei ferrovieri aperto ai grandi temi sociali della politica, dell'economia e del lavoro. Particolare attenzione viene da sempre dedicata alla sicurezza ferroviaria e alla salute dei lavoratori. Nel settore rappresenta un punto di riferimento informativo diretto e affidabile. Dal 2006 alla rivista cartacea si è affiancato un sito web, www.inmarcia.org, che ha ampliato e arricchito l'attività di divulgazione.

## Storia

### Le origini
Nel novembre 1908 esce il primo numero nel quale Castrucci spiega la necessità sentita dai macchinisti di avere un giornale che, pur aprendosi alle problematiche collettive dei lavoratori, vada a sviscerare le questioni particolari della categoria.
Le prime battaglie portate avanti da In Marcia riguardano il durissimo orario di lavoro del personale di macchina, i dormitori le cui pessime condizioni sono causa di molti casi di sifilide e la repressione sui posti di lavoro con un regime di sanzioni disciplinari ritenuto esagerato.

### Il fascismo e la prima chiusura
L’avvento del regime fascista porta alla fine della libertà di stampa in Italia, con la chiusura delle testate giornalistiche. In Marcia non fa eccezione anche se Castrucci, mettendo nelle prime pagine le rubriche tecniche e spostando gli articoli sindacali nella parte centrale, riesce per qualche tempo ad eludere la censura.

### Il dopoguerra
Con la fine della guerra e la caduta del fascismo, è sempre l’ormai anziano Castrucci a riaprire la rivista, cedendola poi allo SFI-CGIL categoria macchinisti.
In Marcia passa quindi alla direzione di Giuseppe Vitrotto e successivamente a Ottavio Fedi, Adriano Ferraris, Valentino Basso e Giovanni Zini.

### La seconda chiusura
Nel 1979 un ordine del giorno dello SFI decreta la chiusura di tutte le riviste di categoria, stabilendo un’impostazione più generalista del sindacato. In verità gli altri giornali di settore avevano già cessato la pubblicazione, resisteva solo quello dei macchinisti.

### ancora In Marcia!
Nel 1982, per decisione di un’assemblea nazionale di macchinisti, riprende la pubblicazione di In Marcia, con l’aggiunta dell'avverbio “ancora” come segno di continuità col passato e di impegno per il futuro della nuova gestione, in forma di cooperativa, indipendente dal sindacato.
L’iniziativa è soprattutto merito dei macchinisti della Toscana e in particolare di Ezio Gallori, che già aveva fatto parte della redazione di Ottavio Fedi.
Come direttore si cerca una figura di spicco esterna alla ferrovia e la scelta ricade sullo scrittore Leonardo Sciascia, che però risulta irreperibile in quanto sotto protezione a causa delle minacce ricevute dalla mafia.
Viene quindi contattato Pio Baldelli, che accetta l’incarico.

### Le battaglie diancora In Marcia!
La rivista riprende quindi ad occuparsi delle questioni sindacali dei macchinisti, dando anche un notevole contributo alla nascita del sindacato dei macchinisti CO.M.U., del quale Ezio Gallori è fondatore.
Vengono seguite con grande attenzione anche le problematiche inerenti alla sicurezza della ferrovia, come la battaglia dei macchinisti contro l’apparecchiatura denominata "uomo morto", nel corso della quale viene licenziato, con un provvedimento che il giudice riterrà illegittimo, Dante De Angelis, redattore della rivista e successivamente anche presidente dell'associazione In Marcia, subentrata all'omonima cooperativa.
Il giornale è inoltre sempre pronto nel chiedere giustizia e chiarezza sulle responsabilità nei casi dei gravi disastri ferroviari come Crevalcore, Roccasecca, Viareggio e Sassari.

### Pensione e macchinisti morti
Dal 2011, a seguito delle riforme Calderoli e Fornero, il personale di macchina ha visto innalzare di colpo l’età per la pensione di nove anni, e ha subito un susseguirsi di contratti di lavoro peggiorativi, mentre contemporaneamente è aumentato a dismisura il numero dei macchinisti morti ancora in giovane età per infarti, tumori e altre malattie.
Ancora In Marcia! continua pertanto il suo lavoro di informazione e di mobilitazione sulle condizioni di lavoro della categoria.